# Pedicia zernyi
Pedicia (Crunobia) zernyi là một loài ruồi trong họ Pediciidae. Chúng phân bố ở vùng sinh thái Palearctic.